# 失踪HOLIDAY
『失踪HOLIDAY』（しっそうホリデイ）は、乙一のライトノベルである。短編2作を収録し、角川スニーカー文庫から刊行されている。ISBN 4044253013。
あとがきによればタイトルは編集者が過去に担当していた作品『疾走HOLIDAY』を作者乙一が『失踪HOLIDAY』と勘違いしたことによる。
後に、角川つばさ文庫からSHELによるイラストで『しあわせは子猫のかたち』を表題作に変更し児童書化した。ISBN 9784046311467

## 失踪HOLIDAY　しっそう×ホリデイ
- 書き下ろし

### ストーリー
物語の主人公菅原ナオは幼いころ母と二人きりの家庭で育った。その後母は菅原國光と結婚するも、二年後に母が亡くなる。ナオは血のつながりがない菅原家を追い出されるのではないかと不安に思ったが、そのようなことはなかった。14歳の4月、父國光はキョウコと再婚したが、ナオとキョウコは衝突することが多かった。
14歳の冬休み、ナオはキョウコとの些細なけんかがきっかけとなり家出をし、家の離れに住む使用人楠木クニコの部屋に住み込みはじめる。
ナオは一度は家に戻ろうかとも思ったが家族達が幸せそうにしているのを見て、疎外感を抱き思いとどまる。不愉快なナオは悪戯心から狂言誘拐を考える。脅迫状を家に届けさせ満足するナオだが警察が動き始め、自分を嫌っていると思っていたキョウコまで落ち込んでいる様子を見て後悔を覚える。

### 登場人物
菅原 ナオ（すがわら なお）
主人公の少女。中学2年生。物心ついたころには既に父はおらず、母と2人暮らしであったが、母が國光と再婚し家族となった。しかし再婚してわずか2年で実母が他界してしまう。その後、國光が再婚しキョウコが母となる。國光、キョウコとは血のつながりはない。キョウコとの喧嘩は絶えない。好物はカントリーマアム。
楠木 クニコ（くすのき くにこ）
菅原家の使用人。菅原家に住み込みで働いている。20代半ば。気が弱く、人一倍鈍感。スケッチすることが趣味らしく絵を描くのが上手い。
菅原 國光（すがわら くにみつ）
ナオの父。お金持ち。ナオの実母が亡くなり落ち込んでいたが手芸教室に通い出す。そしてその手芸教室でキョウコと知り合い、再婚する。ナオのことを大切に思っている。
菅原 キョウコ（すがわら きょうこ）
ナオの母。國光の再婚相手。ナオとは喧嘩ばかりしている。
ナオの実母
ナオが小学4年生の頃に他界。シルクのハンカチを大切にしていた。
エリ
菅原國光の妹で、ナオの叔母。これまでに5回離婚している。また、ドラマ版や漫画版では設定が異なる。
クニコの友達
パイを作るのが上手く、そのパイを度々クニコが貰ってくる。
大塚（おおつか）
菅原家の使用人の夫婦。
栗林（くりばやし）
菅原家の使用人。

### テレビドラマ
2007年2月10日から、テレビ朝日土曜ミッドナイトドラマ枠でスタート。全4回。

#### キャスト
- 菅原ナオ - 石橋杏奈
- 楠木クニコ - 戸田菜穂
- 菅原キョウコ - 小沢真珠
- 菅原國光 - 尾美としのり
- 大塚 - 木下ほうか
- エリ - 井上佳子
- マリア - 森下悠里
- 吉永 - 森下能幸
- 久保田 - 松嶋亮太
- ナオの実母 - 清水ゆみ

#### スタッフ
- 脚本：酒井直行
- 演出：前田哲，宮下健作
- チーフプロデューサー：桑田潔
- プロデューサー：樽井勝弘、槙哲也

#### 主題歌
- ストロボ「ラブレター」

#### 放送局
- テレビ朝日
- 山形テレビ
- 岩手朝日テレビ - 2007年6月19、25日
- KBS京都 - 2007年9月9日～9月30日

| テレビ朝日 土曜ミッドナイトドラマ | テレビ朝日 土曜ミッドナイトドラマ | テレビ朝日 土曜ミッドナイトドラマ |
| 前番組                            | 番組名                            | 次番組                            |
| --------------------------------- | --------------------------------- | --------------------------------- |
| パズル                            | 失踪HOLIDAY                       | ティッシュ                        |

### 漫画
作画は、清原紘。清原紘はこの作品が初の単行本である。巻末には原作者乙一がコメントを寄せている。
- 出版社：角川書店
- ISBN 4047138789

## しあわせは子猫のかたち 〜HAPPINESS IS A WARM KITTY〜
- 初出：『ザ・スニーカー』

### ストーリー
人と付き合うのが苦手な主人公はあえて家から遠い大学を選び一人暮らしをはじめる。伯父から紹介された家で一人暮らしをはじめたがそこは、前に主人が強盗に殺されたいわく付きの家だった。
前の主人、雪村が住んでいたときのままになっていた家で、そこで飼われていた猫と供に住み始める主人公。そこには目には見えないが雪村がまだ住んでいた。奇妙な二人での生活の中で不思議な関係が芽生えていく。

### 登場人物
ぼく
主人公。人付き合いの苦手な大学生。幼い頃から人見知りが激しい。兄弟がいるが、性格は正反対。
雪村 サキ（ゆきむら さき）
主人公の住む家の前の住人。趣味は写真撮影。主人公の引っ越してくる3週間前に刺殺された。
村井（むらい）
主人公の1つ年上の男性。人懐っこい性格で、交友関係も広い。親友を亡くしている。
子猫
雪村サキが飼っていた白い猫。首に鈴が付けられている。
木野（きの）
主人公の隣家に住む女性。よくブレーキの壊れた自転車に乗っている。

### 漫画
『死にぞこないの青』が表題作の、『暗いところで待ち合わせ』と本作収録の漫画単行本が発売。作画は、山本小鉄子。